# Кета, Немиас
Немиас Кета (порт. Neemias Esdras Barbosa Queta, род. 13 июля 1999, Лиссабон) — португальский баскетболист, выступающий за команду Национальной баскетбольной ассоциации «Бостон Селтикс». На драфте НБА 2021 года был выбран во втором раунде под общим 39-м номером клубом «Сакраменто Кингз» и стал первым португальским баскетболистом выбранным на драфте. Как резервный игрок выиграл сезон НБА 2023/2024, выступая за «Бостон Селтикс».

## Профессиональная карьера

### Бенфика (2017—2018)
Кета дебютировал на профессиональном уровне за «Бенфику», отыграв 2 матча в чемпионате Португалии. 31 августа 2018 года он покинул «Бенфику».

### Сакраменто Кингз (2021—2023)
Кета был выбран на драфте НБА 2021 года во втором раунде под общим 39-м номером клубом «Сакраменто Кингз», став первым португальским баскетболистом выбранным на драфте. 8 августа 2021 года Кета подписал двухсторонний контракт с «Сакраменто Кингз» и их фарм-клубом в Джи-Лиге клубом «Стоктон Кингз». 17 августа 2021 года «Сакраменто Кингз» выиграли Летнюю лигу НБА, обыграв «Бостон Селтикс» со счётом 100—67. Кета играл во всех матчах команды на турнире, который клуб не выигрывал с 2014 года, когда они обыграли «Хьюстон Рокетс».
17 декабря 2021 года Кета дебютировал в НБА в матче против «Мемфис Гриззлис», собрав 5 подборов и сделав по одному ассисту и блок-шоту. 11 января 2022 года Кета стал первым в истории лиги португальским игроком, набравшим очки (11 очков в матче против «Кливленд Кавальерс»).
8 августа 2023 года Кета подписал полноценный контракт с «Сакраменто». Однако он был отчислен из клуба 12 сентября.

### Бостон Селтикс (2023—н.в.)
19 сентября 2023 года Кета подписал двухсторонний контракт с клубами «Бостон Селтикс» и «Мэн Селтикс».
8 апреля 2024 года Кета подписал стандартный контракт с «Бостон Селтикс» после успешного выступления в плей-офф Джи-Лиги.
7 мая 2024 года Кета дебютировал в плей-офф НБА, за 3 минуты он успел набрать 2 очка и сделать 2 подбора в выигранном матче против «Кливленд Кавальерс». 14 июня 2024 года Кета дебютировал в финалах НБА в матче против «Даллас Маверикс», набрав 2 очка и 1 подбор.
Выйдя на площадку 31 раз в регулярном сезоне и плей-офф за «Бостон», Кета стал чемпионом НБА 17 июня 2024 года.
6 июля 2024 года Кета подписал долгосрочный контракт с «Селтикс». 4 ноября Кета провел свой первый матч в старте в карьере, набрав 10 очков и 7 подборов в победе над «Атлантой Хокс» со счетом 123-93. Он также стал первым португальским игроком, начавшим в старте игру в НБА.

## Статистика

### Статистика в НБА
| Сезон                                                                                    | Команда    | Регулярный сезон | Регулярный сезон | Регулярный сезон | Регулярный сезон | Регулярный сезон | Регулярный сезон | Регулярный сезон | Регулярный сезон | Регулярный сезон | Регулярный сезон | Регулярный сезон | Серия плей-офф | Серия плей-офф | Серия плей-офф | Серия плей-офф | Серия плей-офф | Серия плей-офф | Серия плей-офф | Серия плей-офф | Серия плей-офф | Серия плей-офф | Серия плей-офф |
| Сезон                                                                                    | Команда    | GP               | GS               | MPG              | FG%              | 3P%              | FT%              | RPG              | APG              | SPG              | BPG              | PPG              | GP             | GS             | MPG            | FG%            | 3P%            | FT%            | RPG            | APG            | SPG            | BPG            | PPG            |
| ---------------------------------------------------------------------------------------- | ---------- | ---------------- | ---------------- | ---------------- | ---------------- | ---------------- | ---------------- | ---------------- | ---------------- | ---------------- | ---------------- | ---------------- | -------------- | -------------- | -------------- | -------------- | -------------- | -------------- | -------------- | -------------- | -------------- | -------------- | -------------- |
| 2021/22                                                                                  | Сакраменто | 15               | 0                | 8,0              | 44,7             | -                | 64,7             | 2,1              | 0,4              | 0,1              | 0,5              | 3,0              | Не участвовал  | Не участвовал  | Не участвовал  | Не участвовал  | Не участвовал  | Не участвовал  | Не участвовал  | Не участвовал  | Не участвовал  | Не участвовал  | Не участвовал  |
| 2022/23                                                                                  | Сакраменто | 5                | 0                | 5,8              | 66,7             | -                | 0,0              | 2,2              | 0,2              | 0,0              | 0,4              | 2,4              | Не участвовал  | Не участвовал  | Не участвовал  | Не участвовал  | Не участвовал  | Не участвовал  | Не участвовал  | Не участвовал  | Не участвовал  | Не участвовал  | Не участвовал  |
| 2023/24                                                                                  | Бостон     | 28               | 0                | 11,9             | 64,4             | -                | 71,4             | 4,4              | 0,7              | 0,5              | 0,8              | 5,5              | 3              | 0              | 4,3            | 66,7           | -              | -              | 1,0            | 0,0            | 0,0            | 0,3            | 1,3            |
| 2024/25                                                                                  | Бостон     | 62               | 6                | 13,9             | 65,0             | 0,0              | 75,4             | 3,8              | 0,7              | 0,3              | 0,7              | 5,0              | 4              | 0              | 3,3            | 83,3           | -              | -              | 0,5            | 0,5            | 0,3            | 0,0            | 2,5            |
|                                                                                          | Всего      | 110              | 6                | 12,2             | 62,7             | 0,0              | 71,3             | 3,6              | 0,7              | 0,3              | 0,7              | 4,7              | 7              | 0              | 3,7            | 77,8           | -              | -              | 0,7            | 0,3            | 0,1            | 0,1            | 2,0            |
| Наведите курсор мыши на аббревиатуры в заголовке таблицы, чтобы прочесть их расшифровку. |            |                  |                  |                  |                  |                  |                  |                  |                  |                  |                  |                  |                |                |                |                |                |                |                |                |                |                |                |

### Статистика в Джи-Лиге
| Сезон                                                                                    | Команда       | Регулярный сезон | Регулярный сезон | Регулярный сезон | Регулярный сезон | Регулярный сезон | Регулярный сезон | Регулярный сезон | Регулярный сезон | Регулярный сезон | Регулярный сезон | Регулярный сезон | Серия плей-офф | Серия плей-офф | Серия плей-офф | Серия плей-офф | Серия плей-офф | Серия плей-офф | Серия плей-офф | Серия плей-офф | Серия плей-офф | Серия плей-офф | Серия плей-офф |
| Сезон                                                                                    | Команда       | GP               | GS               | MPG              | FG%              | 3P%              | FT%              | RPG              | APG              | SPG              | BPG              | PPG              | GP             | GS             | MPG            | FG%            | 3P%            | FT%            | RPG            | APG            | SPG            | BPG            | PPG            |
| ---------------------------------------------------------------------------------------- | ------------- | ---------------- | ---------------- | ---------------- | ---------------- | ---------------- | ---------------- | ---------------- | ---------------- | ---------------- | ---------------- | ---------------- | -------------- | -------------- | -------------- | -------------- | -------------- | -------------- | -------------- | -------------- | -------------- | -------------- | -------------- |
| 2021/22                                                                                  | Стоктон Кингз | 26               | 26               | 27,6             | 59,5             | 0,0              | 69,1             | 7,7              | 1,2              | 0,6              | 2,0              | 16,2             | Не участвовал  | Не участвовал  | Не участвовал  | Не участвовал  | Не участвовал  | Не участвовал  | Не участвовал  | Не участвовал  | Не участвовал  | Не участвовал  | Не участвовал  |
| 2022/23                                                                                  | Стоктон Кингз | 43               | 43               | 28,8             | 68,8             | 18,8             | 70,3             | 8,6              | 2,6              | 0,8              | 1,9              | 17,7             | 1              | 1              | 33,2           | 81,8           | 0,0            | -              | 9,0            | 0,0            | 0,0            | 5,0            | 18,0           |
| 2023/24                                                                                  | Мэн Селтикс   | 11               | 8                | 20,7             | 64,9             | -                | 75,0             | 7,8              | 2,6              | 0,9              | 1,9              | 13,5             | 5              | 5              | 28,1           | 68,2           | -              | 50,0           | 13,6           | 2,0            | 1,0            | 2,0            | 13,2           |
|                                                                                          | Всего         | 80               | 77               | 27,3             | 65,1             | 15,8             | 70,3             | 8,2              | 2,2              | 0,8              | 1,9              | 16,6             | 6              | 6              | 29,0           | 70,9           | 0,0            | 50,0           | 12,8           | 1,7            | 0,8            | 2,5            | 14,0           |
| Наведите курсор мыши на аббревиатуры в заголовке таблицы, чтобы прочесть их расшифровку. |               |                  |                  |                  |                  |                  |                  |                  |                  |                  |                  |                  |                |                |                |                |                |                |                |                |                |                |                |

### Статистика в NCAA
| Сезон | Команда   | Conf  | Class | GP | GS | MPG  | FG%  | 3P%   | FT%  | RPG  | APG | SPG | BPG | PPG  |
| --- | --------- | ----- | ----- | -- | -- | ---- | ---- | ----- | ---- | ---- | --- | --- | --- | ---- |
| 2018/19 | Юта Стэйт | MWC   | FR    | 35 | 35 | 27,1 | 61,4 | 40,0  | 56,5 | 8,9  | 1,6 | 0,7 | 2,4 | 11,8 |
| 2019/20 | Юта Стэйт | MWC   | SO    | 22 | 20 | 26,7 | 62,4 | 100,0 | 67,0 | 7,8  | 1,9 | 0,4 | 1,7 | 13,0 |
| 2020/21 | Юта Стэйт | MWC   | JR    | 29 | 29 | 30,0 | 55,9 | 0,0   | 70,7 | 10,1 | 2,7 | 1,1 | 3,3 | 14,9 |
| Всего | Всего     | Всего | Всего | 86 | 84 | 28,0 | 59,4 | 37,5  | 64,6 | 9,0  | 2,0 | 0,7 | 2,5 | 13,2 |
| Наведите курсор мыши на аббревиатуры в заголовке таблицы, чтобы прочесть их расшифровку Статистика приведена с сайта sports-reference.com |           |       |       |    |    |      |      |       |      |      |     |     |     |      |

### Статистика в других лигах
| Сезон | Команда | Лига                 | GP | GS | MPG | FG% | 3P% | FT%  | RPG | APG | SPG | BPG | PFL | TOV | PPG |
| --- | ------- | -------------------- | -- | -- | --- | --- | --- | ---- | --- | --- | --- | --- | --- | --- | --- |
| 2017/18 | Бенфика | Чемпионат Португалии | 2  | 0  | 1,1 | -   | -   | 25,0 | 1,5 | 0,0 | 0,0 | 0,0 | 0,5 | 0,5 | 0,5 |
| Всего | Всего   | Всего                | 2  | 0  | 1,1 | -   | -   | 25,0 | 1,5 | 0,0 | 0,0 | 0,0 | 0,5 | 0,5 | 0,5 |
| Наведите курсор мыши на аббревиатуры в заголовке таблицы, чтобы прочесть их расшифровку Статистика приведена с сайта basketball.realgm.com |         |                      |    |    |     |     |     |      |     |     |     |     |     |     |     |